# Hughie Ferguson
Hugh "Hughie" Ferguson (2 de març de 1895 - 8 de gener de 1930) fou un futbolista escocès de la dècada de 1920.
Pel que fa a clubs, defensà els colors de Motherwell, Cardiff City i Dundee. Fou tres cops màxim golejador de la lliga escocesa de futbol entre 1918 i 1921. No jugà amb la selecció escocesa però si amb la selecció de la lliga.
Es va suïcidar el 9 de gener de 1930 a l'edat de 31 anys, després d'entrar en depressió.

## Palmarès
Cardiff City
- FA Cup: 1

1927
- FA Community Shield: 1

1927
- Welsh Cup: 1

1928